# توده یخ شمالگان

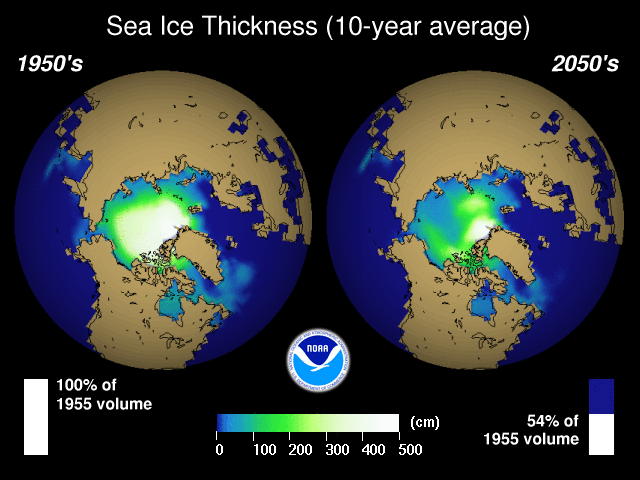
تغییرات ضخامت توده یخ شمالگان (اداره ملی اقیانوسی و جوی آمریکا)

توده یخ شمالگان (انگلیسی: Arctic ice pack) به پوشش یخ اقیانوس شمالگان و نواحی پیرامون آن گفته می‌شود. توده یخ شمالگان تحت تأثیر چرخه فصلی منظم تغییر کرده و بر اثر ذوب یخ‌ها در فصل‌های بهار و تابستان به کم‌ترین مقدار خود در میانه سپتامبر رسیده و سپس در پاییز و زمستان افزایش می‌یابد. پوشش یخ تابستانی در شمالگان در حدود ۵۰ درصد پوشش زمستانی است. مقداری از یخ‌ها از یک سال تا سال آینده باقی می‌مانند. امروزه حدود ۲۸ درصد از یخ دریا در حوضه شمالگان را یخ‌های چندساله تشکیل می‌دهد که نسبت به یخ‌های فصلی ضخیم‌تر است. ضخامت این یخ‌ها در بیشتر نقاط حدود ۳ تا ۴ متر است و در برخی نقاط به ۲۰ متر می‌رسد. همانند چرخه فصلی منظم یخ، روند کاهش یخ دریا در شمالگان در دهه‌های اخیر آغاز شده‌است.

## گستره و حجم یخ
مطالعه مدل‌سازی تغییرات ۵۲ ساله یخ‌های شمالگان از ۱۹۴۷ تا ۱۹۹۹ نشان داد که حجم یخ در هر دهه حدود ۳ درصد کاهش یافته‌است. کمینه حجم یخ در ماه سپتامبر در دوره زمانی ۱۹۷۹ تا ۲۰۱۱ حدود ۱۲ درصد در هر دهه کمتر شده‌است. در سال ۲۰۰۷ حداقل گستره یخ با بیش از یک میلیون کیلومتر مربع کاهش به ۴٬۱۴۰٬۰۰۰ کیلومتر مربع رسید که بزرگ‌ترین کاهش از زمان اندازه‌گیری‌های ماهواره‌ای است.
پژوهش‌های جدید نشان می‌دهد که روند ذوب‌شدن یخ‌های شمالگان از مقادیر پیش‌بینی‌شده در سال ۲۰۰۷ توسط مدل‌های اقلیمی مجمع بین‌المللی تغییرات آب‌وهوایی سریع‌تر است. در سال ۲۰۱۲ مساحت پهنه یخی به ۳٬۵۰۰٬۰۰۰ متر مربع رسید که رکوردی جدید در کاهش گستره یخ بود.
حجم یخ دریا در حالت تعادل توده‌ای کلی بستگی به ضخامت یخ و نیز مساحت آن دارد. با وجود تصاویر ماهواره‌ای اندازه‌گیری مساحت یخ با دقت زیاد امکان‌پذیر شده‌است ولی اندازه‌گیری ضخامت یخ همچنان به شکل یک چالش باقی مانده‌است.